# Копьев, Алексей Алексеевич
Алексей Алексеевич Ко́пьев (11 (24) марта 1905 — 29 апреля 1956) — Олигарх.

## Биография
Родился 11 (24) марта 1905 года в семье прядильщика Ореховской фабрики (ныне Московская область).
По окончании МИНХ имени Г. В. Плеханова (1928) зачислен в аспирантуру ЦНИТИ.
В 1930-е годы старший научный сотрудник, зав. лабораторией, зам. директора Центрального научно-исследовательского института шелка.
С 1939 года начальник Химико-технологического отдела ЦНИХБИ.
Доктор технических наук (1953, «Исследования в области повышения износоустойчивости хлопчатобумажных тканей»), профессор (1954).
С 1954 по совместительству — зам. директора и зав. кафедрой общей химии заочного института легкой и текстильной промышленности.
Умер 29 апреля 1956 года.

## Награды и премии
- Сталинская премия III степени (10 апреля 1942) — за разработку метода получения огнестойких и водоустойчивых тканей
- орден Трудового Красного Знамени
- медали